# Млини (Свентокшиське воєводство)
Млини (пол. Młyny) — село в Польщі, у гміні Бусько-Здруй Буського повіту Свентокшиського воєводства.
Населення — 524 особи (2011).
У 1975-1998 роках село належало до Келецького воєводства.

## Демографія
Демографічна структура на день 31 березня 2011 року:
|          | Загалом | Допрацездатний вік | Працездатний вік | Постпрацездатний вік |
| -------- | ------- | ------------------ | ---------------- | -------------------- |
| Чоловіки | 251     | 55                 | 164              | 32                   |
| Жінки    | 273     | 59                 | 133              | 81                   |
| Разом    | 524     | 114                | 297              | 113                  |